# Ajanta Music
Ajanta Music (o AjantaMusic) es un grupo británico de música experimental y world music que combina ritmos orientales y españoles. 
La banda está formada por los hermanos Paul y Robin Simon, ambos miembros de distintas bandas pop, punk y new wave de los años 70 y 80, además de por Tony Lowe. 
El grupo fue formado en 2003, después de estar en Ibiza. 
En 2006 sacaron el álbum And Now We Dream y desde ese año hacen giras por Europa.

## Álbumes
- And Now We Dream (2006).